# Valloire-sur-Cisse
Valloire-sur-Cisse ist eine französische Gemeinde mit 2.329 Einwohnern (Stand: 1. Januar 2022) im Département Loir-et-Cher in der Region Centre-Val de Loire. Sie ist dem Arrondissement Blois und dem Kanton Veuzain-sur-Loire zugehörig.

## Lage
Valloire-sur-Cisse liegt etwa neun Kilometer westlich von Blois am Cisse. Umgeben wird Valloire-sur-Cisse von den Nachbargemeinden Valencisse im Norden, Blois im Nordosten, Chailles im Osten, Candé-sur-Beuvron im Süden und Südosten, Chaumont-sur-Loire im Süden, Veuzain-sur-Loire im Süden und Südwesten sowie Santenay im Westen und Nordwesten.

## Geschichte
Zum 1. Januar 2017 entstand die Gemeinde Valloire-sur-Cisse als Commune nouvelle aus den bis dahin eigenständigen Kommunen Chouzy-sur-Cisse, Coulanges und Seillac. 

## Gliederung
| Ortsteil                           | ehemaliger INSEE-Code | Fläche (km²) | Einwohnerzahl (2022) |
| ---------------------------------- | --------------------- | ------------ | -------------------- |
| Chouzy-sur-Cisse (Verwaltungssitz) | 41055                 | 22,43        | 2.013                |
| Coulanges                          | 41064                 | 08,35        | .0309                |
| Seillac                            | 41240                 | 09,58        | .0111                |

## Sehenswürdigkeiten

### Chouzy-sur-Cisse
- Kirche Saint-Martin
- Reste der früheren Abtei von La Guiche aus dem 13. Jahrhundert, seit 1926 Monument historique
- Herrenhaus von Laleu, seit 1937 Monument historique

### Coulanges
- Kirche Saint-Denis
- Schloss Rocon

### Seillac
- Kirche Saint-Jacques-de-Majeur

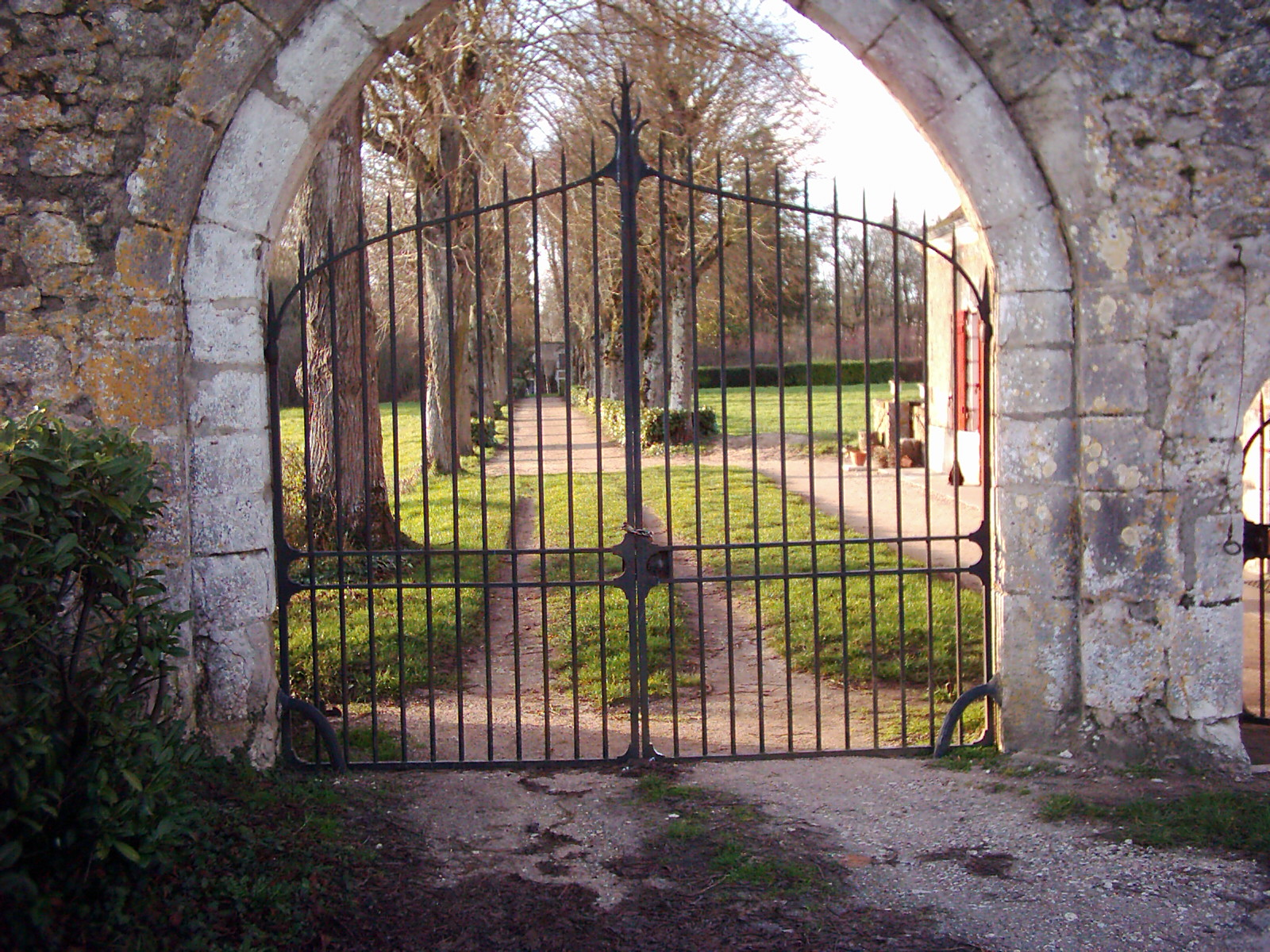
Reste der Abtei von La Guiche
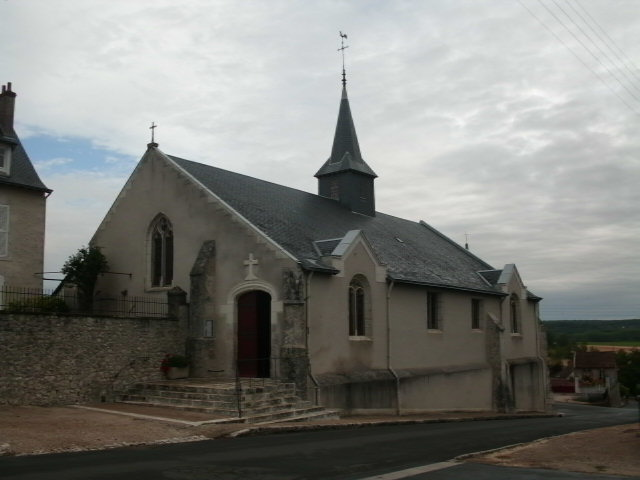
Kirche Saint-Denis